# Шокін Віктор Миколайович
Ві́ктор Микола́йович Шо́кін (нар. 4 листопада 1952, Київ, Українська РСР) — український державний діяч, юрист.
Генеральний прокурор України (2015—2016). Державний радник юстиції 2 класу. Член РНБО.

## Освіта
Середню освіту здобув у 1970 в місті Києві.
1970—1972 навчався в Українській сільсько-господарській академії.
1980 року закінчив Харківський юридичний інститут.

## Кар'єра

### Початок кар'єри
У 1972–1973 — технік Центрального республіканського ботанічного саду АН УРСР у Києві.
Протягом 1973–1975 проходив службу у Збройних Силах Радянського Союзу в місті Йошкар-Ола.
З травня 1980 року працює в органах прокуратури. У 1980–1989 рр. — слідчий, старший слідчий прокуратури Московського району м. Києва.
У 1989–1994 рр. — старший слідчий, слідчий в особливо важливих справах прокуратури м. Києва. У 1994–1998 рр. — начальник відділу нагляду за додержанням законів спеціальними підрозділами по боротьбі з організованою злочинністю прокуратури м. Києва.
У 1998–2001 рр. — слідчий з особливо важливих справ управління з розслідування особливо важливих справ Генеральної прокуратури України. Будучи слідчим, відмовився розслідувати кримінальну справу проти Юлії Тимошенко. За його словами, саме за це і був звільнений з органів прокуратури.
Після поновлення з липня 2002 р. — заступник Генерального прокурора України, член колегії Генеральної прокуратури України.
На цій посаді у 2003 відкрив кримінальну справу проти генерала Пукача, який обвинувачувався у вбивстві Георгія Гонгадзе
З грудня 2004 по 2007 р. — заступник Генерального прокурора України.
У 2005 розпочав слідство проти Бориса Колеснікова, Євгена Кушнарьова та Ігоря Коломойського.
З 26 червня 2014 по 2015 р. — заступник Генерального прокурора України — начальник Головного управління нагляду у кримінальному провадженні.

### Призначення Генеральним прокурором України
10 лютого 2015 року Президент України Петро Порошенко вніс у Верховну Раду проекти постанов про надання згоди на звільнення Віталія Яреми та призначення Віктора Шокіна Генеральним прокурором України. Того ж для Верховна Рада України надала згоду на відставку Яреми та призначення Віктора Шокіна Генеральним прокурором України, а Президент підписав відповідні укази.
У виступі перед народними депутатами пообіцяв завершити розслідування й передати в суд накопичені за останній час так звані гучні справи, пов'язані зі злочинами режиму Януковича, в першу чергу, вбивствами на Майдані. Він також заявив про намір боротися з загрозою сепаратизму та тероризму. В ході обговорення кандидатури Шокіна Президент Петро Порошенко сказав, що знає його протягом більш ніж 15 років і перед тим, як рекомендувати його, мав з ним декілька довгих розмов. За призначення Шокіна проголосували 318 депутатів: 140 депутатів від «Блока Петра Порошенка», 63 від «Народного фронту», 32 від «Опозиційного блоку», 1 від «Самопомочі» (народний депутат Ірина Суслова), 14 від «Батьківщини», 19 від групи «Воля народу», 18 від групи «Економічний розвиток» та 31 позафракційний депутат тощо.
Під час процедури надання Верховною Радою України згоди на призначення Віктора Шокіна Генеральним прокурором України він був підданий критиці представників фракцій «Самопомочі» та «Радикальної партії Олега Ляшка» за досить поважний на момент призначення вік — 62 роки, а також досвід роботи у прокуратурі за часів президентства Леоніда Кучми. Ці дві парламентські фракції утрималися від голосування. Народні депутати Борислав Береза та Ігор Луценко заявили про порушення процедури голосування — факти неперсонального голосування за призначення Шокіна.
Політолог Володимир Фесенко заявив, що призначення Шокіна є спробою зняти суспільне напруження в роковини розстрілу Небесної сотні, а сам Шокін є президентською креатурою.

### Робота на посаді Генерального прокурора

#### Перші рішення та наміри
13 лютого 2015 р. на оперативній нараді Шокін поставив перед обласними прокурорами завдання у максимально стислі терміни досягнути законного та якісного результату у розслідуванні кримінальних проваджень, що стосуються подій Революції Гідності, розслідування корупційних злочинів, а також злочинів скоєними колишніми високопосадовцями.
14 лютого Генеральною прокуратурою України спільно із співробітниками Служби безпеки України було проведено спецоперацію із затримання екс-глави фракції Партії регіонів Олександра Єфремова. Шокін повідомив, що Єфремов підозрюється у «зловживанні службовим становищем за обтяжуючих обставин» та «службове підроблення». Крім того Єфремов підозрюється у фінансуванні бойовиків на Донбасі.
З 16 лютого 2015 — член РНБО. Того ж дня Шокін заявив, що справу Гонгадзе контролюватиме він сам.
Пізніше екс-регіоналу Михайлу Чечетову було висунуто звинувачення у організації та проведенні 16 січня 2014 року голосування у Верховній Раді за диктаторські закони. 21 лютого Чечетова було арештовано до того, як він виплатить заставу у розмірі 5 мільйонів гривень.
6 березня разом зі своїм заступником Давидом Сакварелідзе представив спільноті стратегію реформування органів прокуратури України, яка була розроблена з врахуванням американського та європейського досвіду. Сакварелідзе сказав, що замість 638 районних прокуратур в Україні буде створено 208 місцевих прокуратур. Генпрокурор Шокін в свою чергу підкреслив, що в Україні на 100 тисяч населення 32 прокурора, в той час як у європейських країнах їх набагато менше. Президент Порошенко роботу Шокіна на посаді генпрокурора оцінив позитивно, підкреслюючи, що хабарникам місце у тюрмах.
17 жовтня Шокін заявив, що Генеральна прокуратура вибудувала піраміду осіб, причетних до злочинів проти Євромайдану і збудувала хронологію узурпації влади. На вершині таблиці опинився Віктор Янукович.
31 жовтня 2015 р. СБУ було проведено спецоперацію із затримання лідера партії «УКРОП» Г. Корбана, підозрюваного у заснування злочинної організації й корупції. 2 листопада Шокін заявив, що повістки до Генеральної пропуратури отримали депутати «Опозиційного блоку» О. Вілкул та Н. Королевська.

#### Замах на вбивство
2 листопада 2015 року близько 22:00 на Генерального прокурора України Віктора Шокіна було вчинено замах. 3 листопада Служба Безпеки України відкрила кримінальне провадження за фактом замаху на Генпрокурора Віктора Шокіна за ст. 112 (посягання на життя державного чи громадського діяча) Кримінального кодексу України. За офіційними даними по кабінету генпрокурора було здійснено три постріли зі снайперської гвинтівки. Для прицільної стрільби снайпер застосовував тепловізор, усі штори були закриті. Шокіна врятувало броньоване скло. Головний військовий прокурор А. Матіос заявив, що постріл був виконаний з метою потрапити в область тулуба чи голови. Він сказав, що постріл міг бути зроблений з будівлі ВАТ «Укрпідшипник», який належить братам Клюєвим. Крім того, Генпрокуратура припускає, що позиція і спостережний пункт снайпера можливо розташовувалися у будівлі школи на вул. Гусовського (у сусідній зі школою будівлі був збитий замок на дверях, що ведуть на горище). Начальник головного слідчого управління Г.Остафійчук повідомив, що стріляли з відстані більше ніж 100 метрів.

#### Критика
За час роботи на посаді Генерального прокурора неодноразово піддавався критиці через низьку ефективність роботи Генеральної прокуратури, гальмування резонансних справ тощо.

### Припинення повноважень генпрокурора
В лютому після пропозиції Президента Порошенка Шокін подав заяву на звільнення. 29 березня 2016 це рішення було ухвалено Верховною радою.
3 квітня 2016 року указом Президента звільнений з посади Генерального прокурора. 23 червня 2016 року Порошенко вніс зміну до свого указу від 3 квітня, уточнивши, що звільнення Шокіна з посади відбулося «згідно з поданою ним заявою».
11 квітня 2016 року Шокін вийшов на пенсію.
28 березня 2017 року Шокін звернувся із проханням до Вищого адміністративного суду України (ВАСУ) визнати незаконними та скасувати указ Президента України про його звільнення і постанову Верховної Ради України, яка схвалила його звільнення. 28 квітня 2017 року Шокін подав до Верховного Суду України заяву про розгляд питання його відновлення на посаді, але прохання було відхилено судом.
В січні 2018 року колишній Віце-президент США Джозеф Байден заявив, що генпрокурора в Україні було звільнено на його вимогу і назвав його «сучим сином», очевидно маючи на увазі Віктора Шокіна.
2019 року Шокін подав до Касаційного адміністративного суду заяву про перегляд ухвали, згідно з якою йому було відмовлено в поновленні на посаді генпрокурора, але цю заяву також було відхилено.
В січні 2020 року Віктор Шокін дав розлоге інтерв'ю адвокату Дональда Трампа Рудольфу Джуліанні, де розповів як він залишив посаду Генерального прокурора України під тиском Джозефа Байдена, який погрожував тодішньому Президенту України Петру Порошенку у тому, що США не нададуть кредитні кошти України, якщо Шокіна не буде звільнено. Тиск на українську владу Шокін пов'язує з діяльністю компанії Бурісма, щодо якої Шокін проводив кримінальне розслідування. Причетними до цієї компанії виявилися Хантер Байден, син Джозефа Байдена, екс-нардеп Злочевський, інші відомі публічні особи.

## Родина
Донька колишньої дружини — Тетяна Горностаєва  — заступниця прокурора Одеської області.
Зять — Олексій Горностаєв — заступник прокурора Київського району міста Одеси.
Сват — Микола Горностаєв — заступник прокурора Дніпропетровської області.

## Нагороди та звання
- Заслужений юрист України (22 серпня 2003) — за значний особистий внесок у державне будівництво, багаторічну сумлінну працю і з нагоди 12-ї річниці незалежності України[52]
- Нагороджений Почесною грамотою Верховної Ради України.
- Нагороджений нагрудними знаками «Почесний працівник прокуратури України», «Подяка за сумлінну службу в органах прокуратури» 1 ступеня, «Подяка за довготривалу бездоганну службу в органах прокуратури», «Ветеран прокуратури України».

## Цікаві факти
Під час виконання обов'язків генпрокурора Шокін їздив на броньованому автомобілі Mercedes вартістю 19 мільйонів гривень, використовуючи номери від Skoda.
Під час інтерв'ю Рудольфу Джуліанні Віктор Шокін заявив, що за його інформацією, призначення до складу наглядової ради Бурісми Гантера Байдена, було досить дивним, враховуючи, що в нього не було відповідних компетенцій, крім того, він був наркоманом і алкоголіком.